# Sport à Cleveland
Le sport à Cleveland est actuellement dominé par trois grandes franchises professionnelles : les Cleveland Indians qui évoluent en Ligue majeure de baseball depuis 1901, les Cleveland Browns de la NFL depuis 1950 et les Cleveland Cavaliers, sociétaires de la National Basketball Association depuis 1970. Cleveland hébergea également une franchise de la LNH de 1976 à 1978 : les Cleveland Barons.

## Histoire
L'histoire sportive de la ville fut marquée par la conquête de quelques titres majeurs en football américain (1950, 1954, 1955, 1964) avec les Browns et deux victoires en World Series de baseball avec les Cleveland Indians en 1920 et 1948.

## Les principales compétitions sportives se tenant à Cleveland
- Ohio Derby, course hippique (1876-1882, puis depuis 1924)
- US Pro, tournoi de tennis professionnel masculin (1954-1962)
- Tournoi de tennis de Cleveland, tournoi de tennis de la WTA (1973)
- Marathon de Cleveland, marathon en ville (depuis 1976)
- Grand Prix automobile de Cleveland, Grand Prix de Champ Car (depuis 1982)
- Cleveland Classic, tournoi de squash féminin depuis 2007 (connu sous le nom de Burning River Squash Classic de 2007 à 2010)

## Les principales installations sportives de Cleveland

### Stades
- Kennard Street Park, stade de baseball (fin XIXe siècle)
- Brotherhood Park, stade de baseball (fin XIXe siècle)
- National League Park, stade de baseball (1879-1890)
- League Park, stade de baseball et accessoirement de football américain (1891-1946)
- Cleveland Municipal Stadium, stade de baseball et de football américain (1931-1995)
- Progressive Field, stade de baseball (depuis 1994)
- Cleveland Browns Stadium, stade de football américain (depuis 1996)
- Classic Park, stade de baseball (depuis 2003)

### Salles
- Elysium Arena, patinoire de hockey sur glace (1907-1937)
- Cleveland Arena, salle de basket-ball et patinoire de hockey sur glace (1937-1974)
- Coliseum at Richfield, salle de basket-ball et patinoire de hockey sur glace (1974-1999)
- Wolstein Center, salle de basket-ball universitaire (depuis 1991)
- Quicken Loans Arena, salle de basket-ball et patinoire de hockey sur glace (depuis 1994)

### Divers
- Thistledown, hippodrome (depuis 1925)

## Les principaux clubs sportifs basés à Cleveland

### Baseball
- Forest Citys de Cleveland, National Association (1871-1872)
- Blues de Cleveland, Ligue nationale (1879-1884)
- Blues de Cleveland, American Association (1887-1888)
- Spiders de Cleveland, Ligue nationale (1889-1899)
- Infants de Cleveland, Players League (1890)
- Guardians de Cleveland, (anciennement Lake Shores, Bronchos, Blues, Naps puis Indians) Ligue américaine (depuis 1900)
- Molly McGuires de Cleveland, Ligue américaine (1912-1914)
- Bearcats de Cleveland, American Association (1914)
- Spiders de Cleveland, American Association (1915)
- Tate Stars de Cleveland, Negro National League (1922)
- Browns de Cleveland, Negro National League (1924)
- Elites de Cleveland, Negro National League (1926)
- Hornets de Cleveland, Negro National League (1927)
- Tigers de Cleveland, Negro National League (1928)
- Cubs de Cleveland, Negro National League (1931)
- Stars de Cleveland, East-West League (1932)
- Giants de Cleveland, Negro National League (1933)
- Red Sox de Cleveland, Negro National League (1934)
- Bears de Cleveland, Negro American League (1939-1940)
- Buckeyes de Cleveland, Negro American League (1943-1948, 1950)

### Basket-ball
- Cavaliers de Cleveland, National Basketball Association (depuis 1970)
- Pipers de Cleveland, American Basketball League (1961-1962)
- Rebels de Cleveland, Basketball Association of America (1946-1947)
- Allmen Transfers de Cleveland, National Basketball League (1944-46)
- Chase Brassmen de Cleveland, National Basketball League (1943-44)
- Rosenblums de Cleveland, American Basketball League (1925-1931)

### Basketball féminin
- Rockers de Cleveland, WNBA (1997-2004)

### Football
- Force de Cleveland (anciennement Cleveland Crunch), MISL (1978-1988), (1992-2005)
- Stokers de Cleveland, North American Soccer League, (1967-1968)
- Internationals de Cleveland, PDL (2004—)
- Cleveland City Stars, USL (2006—)

### Football américain
- Browns de Cleveland, NFL (1950-1996) (depuis 1999)
- Indians de Cleveland, NFL (1923)
- Bulldogs de Cleveland, NFL (1924-1927)
- Indians de Cleveland, NFL (1931)
- Rams de Cleveland, NFL (1936-1945)
- Thunderbolts de Cleveland, AFL (Arena) (1992-1994)
- Gladiators de Cleveland, AFL (depuis 1997)

### Hockey sur glace
- Indians de Cleveland (Ligue internationale de hockey (1929-1934))
- Falcons de Cleveland (LIH et Ligue américaine de hockey (1934-1937))
- Barons de Cleveland (LAH (1937-1973))
- Barons de Cleveland (LAH (2001-2006))
- Barons de Cleveland (Ligue nationale de hockey (1976-1978))
- Crusaders de Cleveland (Western Hockey League (1972-1976))
- Lumberjacks de Cleveland (Ligue internationale de hockey (1992-2001))
- Monsters du lac Érié (LAH (depuis 2007))

### Universitaire
- Vikings de Cleveland State, Horizon League NCAA
- Spartans de Case Western Reserve, University Athletic Association NCAA